# Candi Mas (Natar)
Candi Mas is een bestuurslaag in het regentschap Lampung Selatan van de provincie Lampung, Indonesië. Candi Mas telt 12.245 inwoners (volkstelling 2010).